# Anaxyrus
Az  Anaxyrus a kétéltűek (Amphibia) osztályába, a békák (Anura) rendjébe és a varangyfélék (Bufonidae) családjába tartozó nem. Az ide tartozó fajokat korábban a Bufo nemzetségbe sorolták.

## Előfordulásuk
A nem fajai Alaszkától Mexikóig honosak

## Rendszerezés
A nembe az alábbi fajok tartoznak:
- Amerikai varangy (Anaxyrus americanus) (Holbrook, 1836)
- wyomingi varangy (Anaxyrus baxteri) (Porter, 1968)
- Anaxyrus boreas (Baird & Girard, 1852)
- Anaxyrus californicus (Camp, 1915)
- Anaxyrus canorus (Camp, 1916)
- Anaxyrus cognatus (Say, 1822)
- Anaxyrus compactilis (Wiegmann, 1833)
- Anaxyrus debilis (Girard, 1854)
- Anaxyrus exsul (Myers, 1942)
- Anaxyrus fowleri (Hinckley, 1882)
- Anaxyrus hemiophrys (Cope, 1886)
- Anaxyrus houstonensis (Sanders, 1953)
- Anaxyrus kelloggi (Taylor, 1938)
- Anaxyrus mexicanus (Brocchi, 1879)
- Anaxyrus microscaphus (Cope, 1867)
- Anaxyrus monfontanus (Gordon, Simandle, Sandmeier, and Tracy, 2020)
- Anaxyrus nelsoni (Stejneger, 1893)
- Anaxyrus nevadensis (Gordon, Simandle, Sandmeier, and Tracy, 2020)
- pettyes varangy (Anaxyrus punctatus) (Baird & Girard, 1852)
- tölgyvarangy (Anaxyrus quercicus) (Holbrook, 1840)
- Anaxyrus retiformis (Sanders & Smith, 1951)
- Anaxyrus speciosus (Girard, 1854)
- déli varangy (Anaxyrus terrestris) (Bonnaterre, 1789)
- Anaxyrus williamsi Gordon, Simandle & Tracy
- Anaxyrus woodhousii (Girard, 1854)